# Paul Le Person
Pour les articles homonymes, voir Person.
Paul Le Person est un acteur français, né le 10 février 1931 à Argenteuil (Val-d'Oise) et mort le 8 août 2005 dans le 10e arrondissement de Paris.

## Biographie

### Jeunesse et Formation
Paul Jean Le Person naît le 10 février 1931 à Argenteuil, dans le Val-d'Oise. Il est d'origine bretonne. Il rejoint une école pour une formation de dessin industriel.  A la même époque, Paul suit la filière classique des cours d'art dramatique de René Simon et de Gilbert Bokanowski au cours Simon.

### Carrière
À l'âge de vingt ans, Paul Le Person se produit dans les chœurs des opérettes puis comme interprète dans À la Jamaïque, Irma la Douce et La Belle Arabelle.  L'un des auteurs de La Belle Arabelle, le comédien Francis Blanche, le prend immédiatement en sympathie et l'engage dans la célèbre émission de radio Signé Furax, où s'illustrait déjà Jean Carmet[réf. nécessaire].
En 1966, après quelques courts métrages, il débute réellement au cinéma avec La Vie de château de Jean-Paul Rappeneau et Un homme et une femme de Claude Lelouch. Par la suite, plusieurs réalisateurs l'engagent dans leurs films comme Yves Robert, qui devint son ami (Alexandre le Bienheureux, Le Grand Blond avec une chaussure noire, Le Retour du Grand Blond et Le Jumeau), André Hunebelle pour le rôle important d'Armand Bertuccio dans Sous le signe de Monte-Cristo, Serge Korber (Un idiot à Paris), Claude Chabrol (Le Cheval d'orgueil), Jean Valère (Mont-Dragon), Jean-Jacques Annaud (Coup de tête) et Pierre Richard qui lui fait jouer le rôle d'un flic pointilleux que Pierre Richard fait tourner en bourrique lors d'une déposition après une tentative de suicide dans Les Malheurs d'Alfred. On le voit aussi chez Luis Buñuel dans Le Fantôme de la liberté, dans un contre-emploi. Car Paul Le Person jouait tantôt dans des comédies tantôt dans des films sombres ou dramatiques.
Il est aussi présent à la télévision (Le Bal des célibataires, L'Évangile selon Aimée, Les Cinq Dernières Minutes, La Malle de Hambourg) et au théâtre (Le Dindon).
En 1982, il fait une apparition très remarquée dans l'un des épisodes de la série Commissaire Moulin, intitulé Le Patron, dans lequel il joue le rôle d'un patron de presse cynique et cruel, l'un des assassins les plus spectaculaires de la série.
En 1992, il est récompensé du prix d'interprétation au festival de la Francophonie de Saint-Martin pour son rôle dans Blanc d'ébène.

### Engagement politique
Il fut un fidèle soutien du Parti communiste français.

### Mort
Le 8 août 2005, Paul Le Person meurt à l'âge de 74 ans, à l'hôpital Saint-Louis de Paris 10e, après plus de cinquante ans de carrière. Incinéré au crématorium du cimetière du Père-Lachaise, ses cendres ont été remises à la famille.

## Filmographie
Sauf indication contraire, les informations mentionnées dans cette section peuvent être confirmées par les bases de données cinématographiques  présentes dans la section « Liens externes ».

### Cinéma

#### Longs métrages

##### Années 1950
- 1956 : Les Truands de Carlo Rim

##### Années 1960
- 1965 : La Vie de château, de Jean-Paul Rappeneau : Roger (non crédité)
- 1966 : Un homme et une femme de Claude Lelouch : le pompiste
- 1966 : Safari diamants de Michel Drach : Joseph
- 1967 : Un idiot à Paris de Serge Korber : Jean-Marie Laprune
- 1967 : Le Voleur de Louis Malle : Roger « Roger La Honte » Voisin
- 1967 : Mise à sac d'Alain Cavalier : Stéphane
- 1967 : Alexandre le Bienheureux d'Yves Robert : Sanguin
- 1968 : Sous le signe de Monte-Cristo d'André Hunebelle : Bertuccio

##### Années 1970
- 1970 : Le Voyou de Claude Lelouch : le faussaire
- 1970 : Mont-Dragon de Jean Valère : Gaston
- 1971 : On est toujours trop bon avec les femmes de Michel Boisrond : Gallagher
- 1972 : Les Malheurs d'Alfred de Pierre Richard : le policier pointilleux à la déposition
- 1972 : Un cave de Gilles Grangier : le commissaire Taillant
- 1972 : Le Grand Blond avec une chaussure noire d'Yves Robert : Perrache
- 1973 : Le Train de Pierre Granier-Deferre : le commissaire
- 1974 : Les Violons du bal, de Michel Drach : le premier passeur
- 1974 : Le Fantôme de la liberté de Luis Buñuel : le père Gabriel
- 1974 : Le Retour du Grand Blond d'Yves Robert : Perrache
- 1975 : Chobizenesse de Jean Yanne : Armand Boussenard
- 1978 : Coup de tête de Jean-Jacques Annaud : Lozerand
- 1976 : Coup de foudre de Robert Enrico (film inachevé)
- 1979 : Le Baiser au lépreux d'André Michel

##### Années 1980
- 1980 : Le Cheval d'orgueil de Claude Chabrol : Gourgon, le facteur
- 1981 : Les Ailes de la colombe de Benoît Jacquot : le père de Catherine
- 1981 : Neige de Juliet Berto et Jean-Henri Roger : Bruno Vallès
- 1982 : Jamais avant le mariage de Daniel Ceccaldi : Raymond
- 1983 : Le Juge de Philippe Lefebvre : le président Lebau
- 1984 : Le Jumeau d'Yves Robert : le clochard jazz
- 1985 : Monsieur de Pourceaugnac de Michel Mitrani : le second médecin
- 1986 : Douce France de François Chardeaux : le grand-père de Frédéric

##### Années 1990
- 1990 : L'Autrichienne de Pierre Granier-Deferre : Simon
- 1990 : Lacenaire de Francis Girod : Vigouroux
- 1990 : Tatie Danielle d'Étienne Chatiliez : caméo (non crédité)[réf. nécessaire]
- 1991 : La Dernière Saison de Pierre Beccu : Louis
- 1992 : Blanc d'ébène de Cheik Doukouré : le commandant Dubois
- 1996 : Bernie d'Albert Dupontel : Bernie, le portier
- 1999 : Le Créateur d'Albert Dupontel : Le Floch

##### Années 2000
- 2001 : La Chambre des officiers de François Dupeyron : le grand-père d'Adrien
- 2001 : Les jours où je n'existe pas de Jean-Charles Fitoussi : le vieil homme à l'enterrement
- 2004 : Vipère au poing de Philippe de Broca : le père Létendard
- 2005 : Tête de gondole de Didier Flamand : Gégé (segment Liaison)

#### Courts métrages
- 1963 : Le Wagon-lit de Christian Duvaleix
- 1964 : Le Gain de temps de Christian Duvaleix
- 1964 : Le Cinéma de Christian Duvaleix
- 1964 : Premier avril de Christian Duvaleix
- 1992 : Amour, amor d'Abder Saïd

### Télévision

#### Téléfilms

##### Années 1960
- 1966 : En votre âme et conscience, épisode : La Mort de Sidonie Mertens de  Marcel Cravenne
- 1968 : Les Grandes Espérances de Marcel Cravenne : Joe Gargery
- 1969 : Sainte Jeanne de Claude Loursais : Bertrand de Poulangy
- 1968 : Ambroise Paré d'Éric Le Hung
- 1969 : Vieille France d'André Michel : Joignon[6]

##### Années 1970
- 1970 : Reportage sur un squelette ou Masques et bergamasques de Michel Mitrani : le barbier
- 1970 : Tête d'horloge de Jean-Paul Sassy : M. Verjou
- 1970 : La Mort de Danton de Claude Barma : Simon
- 1970 : La Demande en mariage de Jean L'Hôte
- 1971 : Tartuffe de Marcel Bluwal : M. Loyal
- 1972 : Les Sanglots longs de Jean-Claude Carrière : Rudi
- 1972 : La Tuile à loups de Jacques Ertaud : Ravenel
- 1973 : Le Bleu d'outre-tombe d'Édouard Logereau : Fraipoint
- 1973 : Les Glaces de Claude Dagues : le colonel Stromsund
- 1973 : Histoire d'une fille de ferme de Claude Santelli : Vallin
- 1974 : À vos souhaits... la mort de François Chatel : le maître André Berville
- 1974 : Jeanne ou la révolte de Luc Godevais : Jean Bodin
- 1974 : Quai de l'étrangleur de Boramy Tioulong : Jacques Dehais
- 1975 : Salavin d'André Michel : Lanoue
- 1975 : Les Rosenberg ne doivent pas mourir de Stellio Lorenzi : le juge
- 1976 : Le Gentleman des Antipodes de Boramy Tioulong : le bossu
- 1976 : François le Champi de Lazare Iglesis : le cadet Blanchet
- 1977 : L'Ancre de miséricorde de Bernard d'Abrigeon
- 1977 : Zoo ou l'Assassin philanthrope de Renaud Saint-Pierre
- 1977 : Emmenez-moi au Ritz de Pierre Grimblat : le père Alexis
- 1977 : Inutile d'envoyer photo de Alain Dhouailly : Robert
- 1978 : Le Devoir de français de Jean-Pierre Blanc
- 1979 : La Nuit de l'été de Jean-Claude Brialy : Sauce
- 1979 : Le Baiser au lépreux d'André Michel : le curé
- 1979 : Le Tour du monde en 80 jours d'André Flédérick

##### Années 1980
- 1980 : L'Épreuve d'Alain Dhouailly : Robert
- 1980 : Docteur Teyran de Jean Chapot : l'avocat général
- 1981 : Les Fiançailles de feu de Pierre Bureau : le maire
- 1981 : Le Mystère de Saint-Chorlu de Claude Vajda : le fermier
- 1981 : Livingstone de Jean Chapot : Naubec
- 1984 : Manipulations de Marco Pico : Saint Blanca, le commissaire
- 1984 : Le Scénario défendu de Michel Mitrani : Lancien
- 1985 : Les Copains de la Marne de Christiane Spiero : Gaby

##### Années 1990
- 1996 : L'Orange de Noël de Jean-Louis Lorenzi : l'abbé Brissaud
- 1997 : Miracle à l'Eldorado de Philippe Niang : le père Blanchard

##### Années 2000
- 2000 : Le Blanc et le Rouge de Jean-Louis Lorenzi : Jean-Baptiste, marquis de Mont-Paon
- 2004 : L'Évangile selon Aimé d'André Chandelle : Père Joseph
- 2005 : Le Bal des célibataires de Jean-Louis Lorenzi : l'abbé Brisseau

#### Séries télévisées

##### Années 1960
- 1963-1968 : Le Théâtre de la jeunesse : l'aubergiste (3 épisodes)
- 1964 : Félix (2 épisodes)
- 1966 : Rouletabille : Rudenko (saison 1, épisode 2 : Rouletabille chez le Tsar)
- 1968 : Le Tribunal de l'impossible de Michel Subiela (série télévisée) (épisode Nostradamus alias Le Prophète en son pays) de Pierre Badel

##### Années 1970
- 1970 : Les Dossiers du professeur Morgan (saison 1, épisode 8 La Chimère)
- 1971 : Les Enquêtes du commissaire Maigret : Louis Paumelle, le patron de l'hôtel (épisode Maigret à l'école)
- 1972 : François Gaillard ou la Vie des autres : Robert Massiac (saison 1, épisode 4 pierre)
- 1972 : La Malle de Hambourg : Paul Lassenave (5 épisodes)
- 1972 : Les Chemins de pierre : le juge
- 1972-1973 : Les Thibault : M. Faisme (2 épisodes)
- 1973 : La Feuille de bétel : Robert Bertichou
- 1974 : Messieurs les jurés : L'Affaire Varnay d'André Michel
- 1974 : L'Homme au contrat : Katski (saison 1, épisode 7)
- 1976 : Bonjour Paris : Lucien Lalande
- 1976 : Adios, mini-série réalisée par André Michel : le supérieur de Saint-Médard
- 1976 : Les Cinq Dernières Minutes : Jean-Marie Princé (saison 3, épisode 7 : Le Pied à l'étrier)
- 1977 : Banlieue sud-est : Paul Lubin
- 1977 : Les Héritiers : Séverin Cardy (épisode Adieu, l'héritière)
- 1978 : Les Héritiers : Chaulard (épisode Le Quincaillier de Meaux)

##### Années 1980
- 1980 : Histoires étranges : Max / Coppelius (saison 1, épisode 4 : Le Marchand de sable)
- 1980 : Caméra une première : l'homme (épisode Code 41 617)
- 1980 : Au théâtre ce soir : Cabouche (épisode La Queue du diable)
- 1980 : Les Mystères de Paris : Dr Griffon (saison 1, épisode 5 : Les Châtiments)
- 1981 : Blanc, bleu, rouge : le baron de Brècheville
- 1981-1985 : Cinéma 16 : Alexandre Bernejoul (épisode Le Marteau-piqueur)
- 1982 : Commissaire Moulin : Pierre Chartier (saison 2, épisode 4 : Le Patron)
- 1982 : Marcheloup : Benoît Chambarcaud (4 épisodes)
- 1982 : Paris-Saint-Lazare : René
- 1985 : Messieurs les jurés : l'avocat général (épisode L'Affaire Féchain
- 1985 : Cinéma 16 : le père de Popaul (épisode Les Idées fausses)
- 1986 : Médecins de nuit : M. Maurice (saison 5, épisode 4 : Marie-Charlotte)
- 1987 : L'Or noir de Lornac : Dubois
- 1987 : Drôles d'occupations : Roger Vitales
- 1988 : Les Dossiers de l'écran : l'avocat Kieffer (épisode L'Argent du mur)
- 1988 : Les Enquêtes du commissaire Maigret : Joseph (épisode La morte qui assassina)
- 1989 : Les Jupons de la Révolution : Sauzin (saison 1, épisode 1 Talleyrand ou les Lions de la revanche)
- 1989-1996 : Le Retour d'Arsène Lupin: le commissaire Ganimard (11 épisodes)

##### Années 1990
- 1993 : Clovis : le docteur Pardigon (saison 1, épisode 2 La Vengeance du clown)
- 1996 : Les Allumettes suédoises : Gastounet (saison 1, épisode 1 David et Olivier)
- 1998 : H : M. Pasquier (saison 1, épisode 6 : No clowning)

##### Années 2000
- 2002 : Le Champ Dolent, le roman de la Terre : l'éleveur
- 2003 : Joséphine, ange gardien : Glorion (saison 7, épisode 2, Le Compteur à zéro)
- 2004 : Blandine l'insoumise : Francis (épisode Une si jolie plage)
- 2004 : B.R.I.G.A.D. : Roger Morlet (2 épisodes)

### Doublage
- 1971 : Gatsby le Magnifique : l'ami de Wilson (Elliott Sullivan (en))

## Théâtre
Sauf indication contraire ou complémentaire, les informations mentionnées dans cette section peuvent être confirmées par la base de données Les Archives du spectacle.
- 1954 : Le Médecin de son Honneur de Pedro Calderón de la Barca, mise en scène André Steigner, Festival de Bellac
- 1960 : Madame Sans-Gêne de Victorien Sardou, mise en scène Alfred Pasquali, Théâtre de l'Ambigu
- 1961 : Un certain monsieur Blot de Robert Rocca, mise en scène René Dupuy, Théâtre Gramont
- 1964 : Les Fausses Confidences de Marivaux, mise en scène René Dupuy, Théâtre de l'Ambigu
- 1964 : Le Libertin de Jacques Bour, mise en scène Pierre Arnaudeau, Théâtre du Tertre
- 1966 : La Convention de Belzébir de Marcel Aymé, mise en scène René Dupuy, Théâtre de l'Athénée-Louis-Jouvet
- 1967 : Antigone de Bertolt Brecht, mise en scène Jean Tasso, Festival du Marais
- 1967 : Rapport pour une académie de Franz Kafka, mise en scène René Dupuy, Théâtre Gramont
- 1968 : Le Brave Soldat Chvéïk de Jaroslav Hašek, mise en scène José Valverde, Théâtre de l'Athénée-Louis-Jouvet
- 1969 : Le Concile d'amour d'Oskar Panizza, mise en scène Jorge Lavelli, Théâtre de Paris
- 1970 : Hadrien VII de Peter Luke, mise en scène Raymond Rouleau, Théâtre de Paris
- 1972 : Crime et châtiment de Fédor Dostoïevski, mise en scène André Barsacq, Théâtre de l'Atelier
- 1974 : Lady Pain d'épice de Neil Simon, mise en scène Emilio Bruzzo, Théâtre de l'Œuvre
- 1975 : Turcaret d'Alain-René Lesage, mise en scène Serge Peyrat, Théâtre de la Ville
- 1975 : Zoo ou l'Assassin philanthrope de Vercors, mise en scène Jean Mercure, Théâtre de la Ville
- 1984 : Spectacle Ionesco d'après Eugène Ionesco, mise en scène Roger Planchon, Théâtre de l'Odéon
- 1986 : Les Brumes de Manchester de Frédéric Dard, mise en scène Robert Hossein, Théâtre Marigny
- 1987 : Les Brumes de Manchester de Frédéric Dard, mise en scène Robert Hossein, Théâtre de Paris
- 1987 : L'Affaire du courrier de Lyon d'Alain Decaux et Robert Hossein, mise en scène Robert Hossein, Palais des congrès de Paris
- 1988 : La Liberté ou la mort d'après Danton et Robespierre d'Alain Decaux, Stellio Lorenzi et Georges Soria, mise en scène Robert Hossein, Palais des congrès de Paris
- 1991 : Un château au Portugal de Julien Vartet, mise en scène Idriss, Studio des Champs-Elysées
- 2002 : Le Dindon de Georges Feydeau, mise en scène Francis Perrin, Théâtre des Bouffes-Parisiens

## Distinctions
- Festival de la Francophonie de Saint-Martin 1992 : Prix d'interprétation dans Blanc d'ébène[1]